# Gnomidolon gracile
Gnomidolon gracile là một loài bọ cánh cứng trong họ Cerambycidae.